# Tadashi Kato
Tadashi Kato (加藤 忠, Katō Tadashi, 4 de janeiro de 1935 – 17 de março de 2020) foi um ciclista olímpico japonês. Representou seu país em quatro eventos nos Jogos Olímpicos de Verão de 1952, em Helsinque.
Morreu no dia 17 de março de 2020, aos 85 anos.